# Opegrapha australiensis
Opegrapha australiensis är en lavart som först beskrevs av Johannes Müller Argoviensis, och fick sitt nu gällande namn av A. W. Archer. Opegrapha australiensis ingår i släktet Opegrapha och familjen Roccellaceae.   Inga underarter finns listade i Catalogue of Life.